# Општина Кисељак
Кисељак је општина у централном дјелу Федерације Босне и Херцеговине, БиХ. Припада Средњобосанском кантону. Сједиште општине је у Кисељаку.

## Географија
Просјечна надморска висина је 475 метара. Територија на којој се развило главно насеље дио је кисељачке котлине која се протеже од Палешке ћуприје на југу, до Громљака на сјеверу, а коју окружују Јасиковица, Грашчица, Берберуша и друга брда са надморском висином од 700 до 1.250 метара. Кроз Кисељак протиче ријека Лепеница, која у насељу прима притоке Крешевчицу и Ротиљски поток, те се на сјевероисточној периферији насеља улијева у ријеку Фојницу.

## Становништво
| Националност       | 1991.           | 1981.           | 1971.           |
| Хрвати             | 12.550 (51,93%) | 11.218 (53,32%) | 10.389 (56,66%) |
| Муслимани          | 9.778 (40,46%)  | 7.841 (37,26%)  | 6.822 (37,20%)  |
| Срби               | 740 (3,06%)     | 785 (3,73%)     | 924 (5,03%)     |
| Југословени        | 600 (2,48%)     | 765 (3,63%)     | 55 (0,29%)      |
| остали и непознато | 496 (2,05%)     | 430 (2,04%)     | 145 (0,79%)     |
| Укупно             | 24.164          | 21.039          | 18.335          |

## Насељена мјеста
Азаповићи, Бадње, Бехрићи, Билаловац, Близнице, Бољковићи, Борина, Бризје, Брњаци, Буковица, Бузуци, Чаликовац, Чизма, Чубрен, Датићи, Демићи, Деветаци, Доци, Доњи Палеж, Дражевићи, Дубраве, Дуго Поље, Духри, Дуке, Гај, Гојаковац, Гомионица, Горњи Палеж, Градац, Граховци, Громиљак, Гуњаче, Хадровци, Хан Плоча, Херцези, Хомољ, Храстови, Ивица, Јеховац, Катуниште, Казагићи, Кисељак, Котачала, Ковачи, Крчевине, Крижићи, Кулијеш, Луг, Љетовик, Махала Гомионица, Махала Вишњица, Мале Сотнице, Марковићи, Маслиновићи, Медовци, Медовићи, Мирошевићи, Мракови, Одраче, Паретак, Парижевићи, Побрђе Милодраж, Побрђе Орахово, Подастиње, Подастињско Брдо, Поље Вишњица, Поткрај, Радановићи, Радељевићи, Раушевац, Ротиљ, Солаковићи, Стојковићи, Свињарево, Шахиновићи, Топлица, Тулица, Велике Сотнице, Вишњица, Забрђе, Завршје и Жежелово
Послије потписивања Дејтонског споразума, општина Кисељак је у цјелини ушла у састав Федерације БиХ.

## Мјесне заједнице
У општини Кисељак формирано је девет мјесних заједница и то:
- Буковица

Обухвата насеља: Буковица, Забрђе, Топлица и Солаковићи.
Укупан број становника 1.101.
Предсједник мјесне заједнице је Башић Нермин из Буковице.
- Лепеница

Обухвата насеља: Кулијеш, Азаповићи, Тулица, Хомољ, Бољковићи, Гојаковац, Д. Жежелово, Г. Жежелово, Чубрен и Ивица.
Укупан број становника је 2.640.
- Дражевићи

Обухвата насеља: Дражевићи, Радановићи, Бузуцу, Д. Ковачи, Г. Ковачи, Хан Плоча и Граховци.
Укупан број становника ове месне заједнице је 1.576.
- Брњаци

Обухвата насеља: Брњаци, Чаликовац, Поретак и Љетовик.
Укупан број становника 1.414.
Предсједник месне заједнице је: Капетановић Мирослав из Брњака.
- Тополе

Обухвата насеља: Духри и Поткрај.
Укупан број становника је 900.
Предсједник мјесне заједнице је: Мујић Сеад из Духра.
- Кисељак

Обухвата насеља: Чизма, Кисељак, Паржевићи, Подастиње, Завршје, Г. Палеж, Д. Палеж, Борина, Ротиљ и Подастињско Брдо.
Укупан број становника је: 6.119.
- Громиљак

Обухвата насеља: Громиљак, Вишњица, Јеховац, Вишњица Поље, Вишњица Махала, Вишњица Гај, Свињарево, Бехрићи, Близнице, Котачала, Гомионица, Гомионица Махала, Луг, Крижићи, Херцези, Доци, Мракови, Дубраве, Катуниште, Стојковићи.
Укупан број становника ове месне заједнице је 4.870.
- Брестовско

Обухвата насеља: Храстови, Велике Сотнице, Дуго Поље, Медовићи, Гуњаче, Крчевине, Дуке, Медовци, Побрђе, Орахово, Демићи, Хадровци, Раушевац, Казагићи, Бадње, Мале Сотнице, Деветаци, Одрче.
Укупан број становника је 2.991.
- Билаловац

Обухвата насеља: Датићи, Побрђе Милодраж, Маслиновићи, Билаловац, Бризје, Радељевићи, Марковићи, Шахиновићи, Мирошевићи.
Укупан број становника је 1.943.